# Saison 2020-2021 des Suns de Phoenix
La saison 2020-2021 des Suns de Phoenix est la 53e saison de la franchise en National Basketball Association (NBA).
Durant l'intersaison, l'équipe fait l'acquisition de joueurs vétérans comme Chris Paul au poste de meneur et de Jae Crowder en tant qu'ailier.
L'équipe affiche sa première saison, depuis 2013-2014, avec un bilan de saison régulière positif avec 51 victoires, leur permettant de remporter le titre de division pacifique, le premier depuis 2007. Les Suns se classent à la 2e place de la conférence Ouest et participent pour la première fois en playoffs depuis 2010. Chris Paul et l'arrière, Devin Booker, sont tous deux sélectionnés au NBA All-Star Game durant la saison.
Cette saison permet à Chris Paul de devenir le 5e meilleur passeur de l'histoire de la NBA, devant Magic Johnson, ainsi que le 5e meilleur intercepteur de l'histoire.
Lors des playoffs, l'équipe se défait des champions en titre, les Lakers de Los Angeles, en six matchs au premier tour. Puis ils éliminent les Nuggets de Denver du NBA Most Valuable Player, Nikola Jokić, en quatre matchs. Ensuite, ils affrontent les Clippers de Los Angeles en finale de conférence, qu'ils battent en six matchs, afin de se qualifier pour la 3e fois de leur histoire en Finales NBA. La franchise fait face aux Bucks de Milwaukee au cours de ces Finales NBA, remportant les deux premiers matchs de la série à domicile. Néanmoins, ils perdent les quatre matchs suivants, s'inclinant sur la série.

## Draft
| Tour | Choix | Joueur      | Poste | Nationalité | Provenance            |
| ---- | ----- | ----------- | ----- | ----------- | --------------------- |
| 1    | 10    | Jalen Smith | PF    | États-Unis  | Terrapins du Maryland |

## Matchs

### Pré-saison
| Pré-saison Total: 0-4 (Domicile : 0-2; Extérieur : 0-2) |

| Match | Date match  | Équipe      | Score     | Meilleur marqueur      | Meilleur rebondeur | Meilleur passeur   | Lieux                   | Série |
| ----- | ----------- | ----------- | --------- | ---------------------- | ------------------ | ------------------ | ----------------------- | ----- |
| 1     | 12 décembre | @ Utah      | D 105-119 | Langston Galloway (17) | Deandre Ayton (14) | Booker, Carter (6) | Vivint Smart Home Arena | 0 - 1 |
| 2     | 14 décembre | @ Utah      | D 92-111  | Devin Booker (27)      | Deandre Ayton (9)  | Chris Paul (6)     | Vivint Smart Home Arena | 0 - 2 |
| 3     | 16 décembre | L.A. Lakers | D 107-112 | Deandre Ayton (21)     | Deandre Ayton (9)  | Chris Paul (8)     | PHX Arena               | 0 - 3 |
| 4     | 18 décembre | L.A. Lakers | D 113-114 | Devin Booker (27)      | Jalen Smith (8)    | Jevon Carter (6)   | PHX Arena               | 0 - 4 |

### Saison régulière
| Saison régulière Total: 51-21 (Domicile : 27-9; Extérieur : 24-12) |

| Match | Date match  | Équipe              | Score     | Meilleur marqueur  | Meilleur rebondeur | Meilleur passeur | Lieux                   | Série |
| ----- | ----------- | ------------------- | --------- | ------------------ | ------------------ | ---------------- | ----------------------- | ----- |
| 1     | 23 décembre | Dallas              | V 106-102 | Devin Booker (22)  | Jae Crowder (9)    | Chris Paul (5)   | PHX Arena               | 1 - 0 |
| 2     | 26 décembre | @ Sacramento        | D 103-106 | Devin Booker (26)  | Deandre Ayton (12) | Chris Paul (12)  | Golden 1 Center         | 1 - 1 |
| 3     | 27 décembre | @ Sacramento        | V 116-100 | Mikal Bridges (22) | Deandre Ayton (15) | Chris Paul (12)  | Golden 1 Center         | 2 - 1 |
| 4     | 29 décembre | La Nouvelle-Orléans | V 111-86  | Jae Crowder (21)   | Deandre Ayton (12) | Chris Paul (9)   | PHX Arena               | 3 - 1 |
| 5     | 31 décembre | @ Utah              | V 106-95  | Devin Booker (25)  | Deandre Ayton (9)  | Chris Paul (8)   | Vivint Smart Home Arena | 4 - 1 |

| Match                                                                                           | Date match  | Équipe        | Score           | Meilleur marqueur  | Meilleur rebondeur   | Meilleur passeur   | Lieux                    | Série  |
| ----------------------------------------------------------------------------------------------- | ----------- | ------------- | --------------- | ------------------ | -------------------- | ------------------ | ------------------------ | ------ |
| 6                                                                                               | 1er janvier | @ Denver      | V 106-103       | Ayton, Booker (22) | Deandre Ayton (11)   | Chris Paul (6)     | Ball Arena               | 5 - 1  |
| 7                                                                                               | 3 janvier   | L.A. Clippers | D 107-112       | Devin Booker (25)  | Chris Paul (9)       | Devin Booker (8)   | PHX Arena                | 5 - 2  |
| 8                                                                                               | 6 janvier   | Toronto       | V 123-115       | Devin Booker (24)  | Deandre Ayton (16)   | Cameron Payne (10) | PHX Arena                | 6 - 2  |
| 9                                                                                               | 8 janvier   | @ Détroit     | D 105-110 (OT)  | Devin Booker (23)  | Deandre Ayton (12)   | Chris Paul (9)     | Little Caesars Arena     | 6 - 3  |
| 10                                                                                              | 9 janvier   | @ Indiana     | V 125-117       | Mikal Bridges (34) | Deandre Ayton (14)   | Chris Paul (10)    | Bankers Life Fieldhouse  | 7 - 3  |
| 11                                                                                              | 11 janvier  | @ Washington  | D 107-128       | Devin Booker (33)  | Trois joueurs (6)    | Chris Paul (11)    | Capital One Arena        | 7 - 4  |
| -                                                                                               | 13 janvier  | Atlanta       | Reporté*        | Reporté*           | Reporté*             | Reporté*           | PHX Arena                | -      |
| -                                                                                               | 15 janvier  | Golden State  | Reporté*        | Reporté*           | Reporté*             | Reporté*           | PHX Arena                | -      |
| -                                                                                               | 16 janvier  | Indiana       | Reporté*        | Reporté*           | Reporté*             | Reporté*           | PHX Arena                | -      |
| 12                                                                                              | 18 janvier  | @ Memphis     | D 104-108       | Deandre Ayton (18) | Deandre Ayton (16)   | Chris Paul (7)     | FedExForum               | 7 - 5  |
| 13                                                                                              | 20 janvier  | @ Houston     | V 109-103       | Deandre Ayton (26) | Deandre Ayton (17)   | Bridges, Payne (5) | Toyota Center            | 8 - 5  |
| 14                                                                                              | 22 janvier  | Denver        | D 126-130 (OT)  | Devin Booker (31)  | Deandre Ayton (13)   | Chris Paul (15)    | PHX Arena                | 8 - 6  |
| 15                                                                                              | 23 janvier  | Denver        | D 112-120 (2OT) | Jae Crowder (21)   | Deandre Ayton (13)   | Chris Paul (13)    | PHX Arena                | 8 - 7  |
| 16                                                                                              | 27 janvier  | Oklahoma City | D 97-102        | Chris Paul (32)    | Deandre Ayton (14)   | Chris Paul (5)     | PHX Arena                | 8 - 8  |
| 17                                                                                              | 28 janvier  | Golden State  | V 114-93        | Mikal Bridges (20) | Ayton, Kaminsky (13) | Frank Kaminsky (8) | PHX Arena                | 9 - 8  |
| 18                                                                                              | 30 janvier  | @ Dallas      | V 111-105       | Chris Paul (29)    | Deandre Ayton (17)   | Chris Paul (12)    | American Airlines Center | 10 - 8 |
| * Les matchs ont été reportés à la suite du protocole sanitaire de la ligue contre la covid-19. |             |               |                 |                    |                      |                    |                          |        |

| Match | Date match  | Équipe                | Score     | Meilleur marqueur  | Meilleur rebondeur | Meilleur passeur   | Lieux                    | Série   |
| ----- | ----------- | --------------------- | --------- | ------------------ | ------------------ | ------------------ | ------------------------ | ------- |
| 19    | 1er février | @ Dallas              | V 109-108 | Chris Paul (34)    | Deandre Ayton (17) | Chris Paul (9)     | American Airlines Center | 11 - 8  |
| 20    | 3 février   | @ La Nouvelle-Orléans | V 101-123 | Devin Booker (25)  | Deandre Ayton (11) | Jevon Carter (5)   | Smoothie King Center     | 11 - 9  |
| 21    | 5 février   | Détroit               | V 109-92  | Devin Booker (23)  | Deandre Ayton (13) | Chris Paul (9)     | PHX Arena                | 12 - 9  |
| 22    | 7 février   | Boston                | V 100-91  | Mikal Bridges (19) | Deandre Ayton (11) | Devin Booker (11)  | PHX Arena                | 13 - 9  |
| 23    | 8 février   | Cleveland             | V 119-113 | Devin Booker (36)  | Deandre Ayton (16) | Devin Booker (8)   | PHX Arena                | 14 - 9  |
| 24    | 10 février  | Milwaukee             | V 125-124 | Devin Booker (30)  | Jae Crowder (14)   | Frank Kaminsky (8) | PHX Arena                | 15 - 9  |
| 25    | 13 février  | Philadelphie          | V 120-111 | Devin Booker (36)  | Chris Paul (8)     | Chris Paul (10)    | PHX Arena                | 16 - 9  |
| 26    | 14 février  | Orlando               | V 109-90  | Devin Booker (27)  | Deandre Ayton (13) | Chris Paul (9)     | PHX Arena                | 17 - 9  |
| 27    | 16 février  | Brooklyn              | D 124-128 | Chris Paul (29)    | Deandre Ayton (9)  | Booker, Paul (7)   | PHX Arena                | 17 - 10 |
| 28    | 19 février  | @ La Nouvelle-Orléans | V 132-114 | Devin Booker (23)  | Deandre Ayton (16) | Chris Paul (19)    | Smoothie King Center     | 18 - 10 |
| 29    | 20 février  | @ Memphis             | V 128-97  | Devin Booker (23)  | E'Twaun Moore (7)  | Cameron Payne (7)  | FedExForum               | 19 - 10 |
| 30    | 22 février  | Portland              | V 132-100 | Devin Booker (34)  | Dario Šarić (9)    | Chris Paul (9)     | PHX Arena                | 20 - 10 |
| 31    | 24 février  | Charlotte             | D 121-124 | Devin Booker (33)  | Deandre Ayton (10) | Chris Paul (10)    | PHX Arena                | 20 - 11 |
| 32    | 26 février  | @ Chicago             | V 106-97  | Ayton, Booker (22) | Deandre Ayton (7)  | Chris Paul (15)    | United Center            | 21 - 11 |
| 33    | 28 février  | @ Minnesota           | V 118-99  | Devin Booker (43)  | Deandre Ayton (10) | Chris Paul (15)    | Target Center            | 22 - 11 |

| Match                  | Date match | Équipe        | Score         | Meilleur marqueur  | Meilleur rebondeur | Meilleur passeur     | Lieux                   | Série   |
| ---------------------- | ---------- | ------------- | ------------- | ------------------ | ------------------ | -------------------- | ----------------------- | ------- |
| 34                     | 2 mars     | @ L.A. Lakers | V 114-104     | Dario Šarić (21)   | Mikal Bridges (6)  | Chris Paul (10)      | Staples Center          | 23 - 11 |
| 35                     | 4 mars     | Golden State  | V 120-98      | Cameron Payne (17) | Deandre Ayton (10) | Cameron Payne (10)   | PHX Arena               | 24 - 11 |
| NBA All-Star Game 2021 |            |               |               |                    |                    |                      |                         |         |
| 36                     | 11 mars    | @ Portland    | V 127-121     | Devin Booker (35)  | Jae Crowder (7)    | Devin Booker (8)     | Moda Center             | 25 - 11 |
| 37                     | 13 mars    | Indiana       | D 111-122     | Devin Booker (20)  | Deandre Ayton (12) | Chris Paul (10)      | PHX Arena               | 25 - 12 |
| 38                     | 15 mars    | Memphis       | V 122-99      | Devin Booker (27)  | Deandre Ayton (9)  | Chris Paul (7)       | PHX Arena               | 26 - 12 |
| 39                     | 18 mars    | Minnesota     | D 119-123     | Devin Booker (35)  | Dario Šarić (8)    | Mikal Bridges (8)    | PHX Arena               | 26 - 13 |
| 40                     | 19 mars    | Minnesota     | V 113-101     | Chris Paul (20)    | Devin Booker (7)   | Chris Paul (9)       | PHX Arena               | 27 - 13 |
| 41                     | 21 mars    | L.A. Lakers   | V 111-94      | Ayton, Booker (26) | Chris Paul (10)    | Chris Paul (13)      | PHX Arena               | 28 - 13 |
| 42                     | 23 mars    | @ Miami       | V 110-100     | Devin Booker (23)  | Deandre Ayton (16) | Chris Paul (9)       | American Airlines Arena | 29 - 13 |
| 43                     | 24 mars    | @ Orlando     | D 111-112     | Devin Booker (25)  | Deandre Ayton (9)  | Booker, Paul (7)     | Amway Center            | 29 - 14 |
| 44                     | 26 mars    | @ Toronto     | V 104-100     | Ayton, Paul (19)   | Deandre Ayton (9)  | Chris Paul (8)       | Amalie Arena            | 30 - 14 |
| 45                     | 28 mars    | @ Charlotte   | V 101-97 (OT) | Devin Booker (35)  | Deandre Ayton (14) | Bridges, Crowder (4) | Spectrum Center         | 31 - 14 |
| 46                     | 30 mars    | Atlanta       | V 117-110     | Devin Booker (21)  | Deandre Ayton (14) | Chris Paul (8)       | PHX Arena               | 32 - 14 |
| 47                     | 31 mars    | Chicago       | V 121-116     | Devin Booker (45)  | Dario Šarić (5)    | Chris Paul (14)      | PHX Arena               | 33 - 14 |

| Match | Date match | Équipe          | Score          | Meilleur marqueur  | Meilleur rebondeur  | Meilleur passeur | Lieux                 | Série   |
| ----- | ---------- | --------------- | -------------- | ------------------ | ------------------- | ---------------- | --------------------- | ------- |
| 48    | 2 avril    | Oklahoma City   | V 140-103      | Devin Booker (32)  | Deandre Ayton (7)   | Chris Paul (12)  | PHX Arena             | 34 - 14 |
| 49    | 5 avril    | @ Houston       | V 133-130      | Devin Booker (36)  | Deandre Ayton (11)  | Chris Paul (11)  | Toyota Center         | 35 - 14 |
| 50    | 7 avril    | Utah            | V 117-113 (OT) | Devin Booker (35)  | Ayton, Crowder (12) | Chris Paul (9)   | PHX Arena             | 36 - 14 |
| 51    | 8 avril    | @ L.A. Clippers | D 103-113      | Devin Booker (24)  | Deandre Ayton (10)  | Jae Crowder (4)  | Staples Center        | 36 - 15 |
| 52    | 10 avril   | Washington      | V 134-106      | Devin Booker (27)  | Deandre Ayton (10)  | Chris Paul (10)  | PHX Arena             | 37 - 15 |
| 53    | 12 avril   | Houston         | V 126-120      | Jae Crowder (26)   | Deandre Ayton (8)   | Chris Paul (10)  | PHX Arena             | 38 - 15 |
| 54    | 13 avril   | Miami           | V 106-86       | Deandre Ayton (19) | Deandre Ayton (13)  | Chris Paul (9)   | PHX Arena             | 39 - 15 |
| 55    | 15 avril   | Sacramento      | V 122-114      | Deandre Ayton (26) | Deandre Ayton (11)  | Chris Paul (11)  | PHX Arena             | 40 - 15 |
| 56    | 17 avril   | San Antonio     | D 85-111       | Jevon Carter (17)  | Deandre Ayton (9)   | Chris Paul (6)   | PHX Arena             | 40 - 16 |
| 57    | 19 avril   | @ Milwaukee     | V 128-127 (OT) | Devin Booker (24)  | Deandre Ayton (13)  | Chris Paul (13)  | Fiserv Forum          | 41 - 16 |
| 58    | 21 avril   | @ Philadelphie  | V 116-113      | Chris Paul (28)    | Torrey Craig (7)    | Chris Paul (8)   | Wells Fargo Center    | 42 - 16 |
| 59    | 22 avril   | @ Boston        | D 86-99        | Chris Paul (22)    | Deandre Ayton (9)   | Chris Paul (8)   | TD Garden             | 42 - 17 |
| 60    | 25 avril   | @ Brooklyn      | D 119-128      | Devin Booker (36)  | Torrey Craig (14)   | Chris Paul (8)   | Barclays Center       | 42 - 18 |
| 61    | 26 avril   | @ New York      | V 118-110      | Devin Booker (33)  | Deandre Ayton (13)  | Chris Paul (6)   | Madison Square Garden | 43 - 18 |
| 62    | 28 avril   | L.A. Clippers   | V 109-101      | Chris Paul (28)    | Deandre Ayton (11)  | Chris Paul (10)  | PHX Arena             | 44 - 18 |
| 63    | 30 avril   | Utah            | V 121-100      | Devin Booker (31)  | Deandre Ayton (9)   | Chris Paul (9)   | PHX Arena             | 45 - 18 |

| Match | Date match | Équipe          | Score          | Meilleur marqueur  | Meilleur rebondeur | Meilleur passeur | Lieux                      | Série   |
| ----- | ---------- | --------------- | -------------- | ------------------ | ------------------ | ---------------- | -------------------------- | ------- |
| 64    | 2 mai      | @ Oklahoma City | V 123-120      | Devin Booker (32)  | Torrey Craig (10)  | Chris Paul (11)  | Chesapeake Energy Arena    | 46 - 18 |
| 65    | 4 mai      | @ Cleveland     | V 134-118 (OT) | Devin Booker (31)  | Deandre Ayton (8)  | Chris Paul (16)  | Rocket Mortgage FieldHouse | 47 - 18 |
| 66    | 5 mai      | @ Atlanta       | D 103-135      | Devin Booker (30)  | Deandre Ayton (8)  | Chris Paul (6)   | State Farm Arena           | 47 - 19 |
| 67    | 7 mai      | New York        | V 128-105      | Deandre Ayton (26) | Deandre Ayton (15) | Chris Paul (11)  | PHX Arena                  | 48 - 19 |
| 68    | 9 mai      | @ L.A. Lakers   | D 110-123      | Cameron Payne (24) | Trois joueurs (6)  | Chris Paul (10)  | Staples Center             | 48 - 20 |
| 69    | 11 mai     | @ Golden State  | D 116-122      | Devin Booker (34)  | Deandre Ayton (8)  | Chris Paul (10)  | Chase Center               | 48 - 21 |
| 70    | 13 mai     | Portland        | V 118-117      | Chris Paul (26)    | Mikal Bridges (11) | Chris Paul (7)   | PHX Arena                  | 49 - 21 |
| 71    | 15 mai     | @ San Antonio   | V 140-103      | Devin Booker (27)  | Torrey Craig (9)   | Chris Paul (10)  | AT&T Center                | 50 - 21 |
| 72    | 16 mai     | @ San Antonio   | V 123-121      | E'Twaun Moore (22) | Trois joueurs (10) | Jevon Carter (9) | AT&T Center                | 51 - 21 |

### Playoffs
| Playoffs Total: 14-8 (Domicile : 8-3; Extérieur : 6-5) |

| Match | Date match | Équipe        | Score     | Meilleur marqueur  | Meilleur rebondeur | Meilleur passeur  | Lieux          | Série |
| ----- | ---------- | ------------- | --------- | ------------------ | ------------------ | ----------------- | -------------- | ----- |
| 1     | 23 mai     | L.A. Lakers   | V 99-90   | Devin Booker (34)  | Deandre Ayton (16) | Booker, Paul (8)  | PHX Arena      | 1 - 0 |
| 2     | 25 mai     | L.A. Lakers   | D 102-109 | Devin Booker (31)  | Deandre Ayton (10) | Cameron Payne (7) | PHX Arena      | 1 - 1 |
| 3     | 27 mai     | @ L.A. Lakers | D 95-109  | Deandre Ayton (22) | Deandre Ayton (11) | Trois joueurs (6) | Staples Center | 1 - 2 |
| 4     | 30 mai     | @ L.A. Lakers | V 100-92  | Chris Paul (18)    | Deandre Ayton (17) | Chris Paul (9)    | Staples Center | 2 - 2 |
| 5     | 1er juin   | L.A. Lakers   | V 115-85  | Devin Booker (30)  | Trois joueurs (7)  | Chris Paul (6)    | PHX Arena      | 3 - 2 |
| 6     | 3 juin     | @ L.A. Lakers | V 113-100 | Devin Booker (47)  | Devin Booker (11)  | Chris Paul (12)   | Staples Center | 4 - 2 |

| Match | Date match | Équipe   | Score     | Meilleur marqueur  | Meilleur rebondeur | Meilleur passeur | Lieux      | Série |
| ----- | ---------- | -------- | --------- | ------------------ | ------------------ | ---------------- | ---------- | ----- |
| 1     | 7 juin     | Denver   | V 122-105 | Mikal Bridges (23) | Deandre Ayton (10) | Chris Paul (11)  | PHX Arena  | 1 - 0 |
| 2     | 9 juin     | Denver   | V 123-98  | Devin Booker (18)  | Ayton, Booker (10) | Chris Paul (15)  | PHX Arena  | 2 - 0 |
| 3     | 11 juin    | @ Denver | V 116-102 | Devin Booker (28)  | Deandre Ayton (15) | Chris Paul (8)   | Ball Arena | 3 - 0 |
| 4     | 13 juin    | @ Denver | V 125-118 | Chris Paul (37)    | Devin Booker (11)  | Chris Paul (7)   | Ball Arena | 4 - 0 |

| Match | Date match | Équipe          | Score     | Meilleur marqueur  | Meilleur rebondeur | Meilleur passeur  | Lieux          | Série |
| ----- | ---------- | --------------- | --------- | ------------------ | ------------------ | ----------------- | -------------- | ----- |
| 1     | 20 juin    | L.A. Clippers   | V 120-114 | Devin Booker (40)  | Devin Booker (13)  | Devin Booker (11) | PHX Arena      | 1 - 0 |
| 2     | 22 juin    | L.A. Clippers   | V 104-103 | Cameron Payne (29) | Deandre Ayton (14) | Cameron Payne (9) | PHX Arena      | 2 - 0 |
| 3     | 24 juin    | @ L.A. Clippers | D 92-106  | Deandre Ayton (18) | Deandre Ayton (9)  | Chris Paul (12)   | Staples Center | 2 - 1 |
| 4     | 26 juin    | @ L.A. Clippers | V 84-80   | Devin Booker (25)  | Deandre Ayton (22) | Chris Paul (7)    | Staples Center | 3 - 1 |
| 5     | 28 juin    | L.A. Clippers   | D 102-116 | Devin Booker (31)  | Deandre Ayton (11) | Chris Paul (8)    | PHX Arena      | 3 - 2 |
| 6     | 30 juin    | @ L.A. Clippers | V 130-103 | Chris Paul (41)    | Deandre Ayton (17) | Chris Paul (8)    | Staples Center | 4 - 2 |

| Match | Date match | Équipe      | Score     | Meilleur marqueur | Meilleur rebondeur | Meilleur passeur | Lieux        | Série |
| ----- | ---------- | ----------- | --------- | ----------------- | ------------------ | ---------------- | ------------ | ----- |
| 1     | 6 juillet  | Milwaukee   | V 118-105 | Chris Paul (32)   | Deandre Ayton (19) | Chris Paul (9)   | PHX Arena    | 1 - 0 |
| 2     | 8 juillet  | Milwaukee   | V 118-108 | Devin Booker (31) | Deandre Ayton (11) | Chris Paul (8)   | PHX Arena    | 2 - 0 |
| 3     | 11 juillet | @ Milwaukee | D 100-120 | Chris Paul (19)   | Deandre Ayton (9)  | Chris Paul (9)   | Fiserv Forum | 1 - 2 |
| 4     | 14 juillet | @ Milwaukee | D 103-109 | Devin Booker (42) | Deandre Ayton (17) | Chris Paul (7)   | Fiserv Forum | 2 - 2 |
| 5     | 17 juillet | Milwaukee   | D 119-123 | Devin Booker (40) | Deandre Ayton (10) | Chris Paul (11)  | PHX Arena    | 2 - 3 |
| 6     | 20 juillet | @ Milwaukee | D 98-105  | Chris Paul (26)   | Jae Crowder (13)   | Booker, Paul (5) | Fiserv Forum | 2 - 4 |

### Confrontations en saison régulière
| Conférence Est      | Conférence Est                             | Conférence Est                             | Conférence Ouest                           | Conférence Ouest                           | Conférence Ouest                           | Conférence Ouest                           | Conférence Ouest                           |
| Division Atlantique | Division Atlantique                        | Division Atlantique                        | Division Nord-Ouest                        | Division Nord-Ouest                        | Division Nord-Ouest                        | Division Nord-Ouest                        | Division Nord-Ouest                        |
| Équipe              | Domicile                                   | Extérieur                                  | Équipe                                     | Domicile                                   | Domicile                                   | Extérieur                                  | Extérieur                                  |
| ------------------- | ------------------------------------------ | ------------------------------------------ | ------------------------------------------ | ------------------------------------------ | ------------------------------------------ | ------------------------------------------ | ------------------------------------------ |
| Boston              | 100-91                                     | 86-99                                      | Denver                                     | 126-130 (OT)                               | 112-120 (2OT)                              | 106-103                                    |                                            |
| Brooklyn            | 124-128                                    | 119-128                                    | Minnesota                                  | 119-123                                    | 113-101                                    | 118-99                                     |                                            |
| New York            | 128-105                                    | 118-110                                    | Oklahoma City                              | 97-102                                     | 140-103                                    | 123-120                                    |                                            |
| Philadelphie        | 120-111                                    | 116-113                                    | Portland                                   | 132-100                                    | 118-117                                    | 127-121                                    |                                            |
| Toronto             | 123-115                                    | 104-100                                    | Utah                                       | 117-113 (OT)                               | 121-100                                    | 106-95                                     |                                            |
|                     | 4–1                                        | 3–2                                        |                                            | 6–4                                        | 6–4                                        | 5–0                                        | 5–0                                        |
| Division            | 7–3                                        | 7–3                                        | Division                                   | 11–4                                       | 11–4                                       | 11–4                                       | 11–4                                       |
| Division Centrale   | Division Centrale                          | Division Centrale                          | Division Pacifique                         | Division Pacifique                         | Division Pacifique                         | Division Pacifique                         | Division Pacifique                         |
| Équipe              | Domicile                                   | Extérieur                                  | Équipe                                     | Domicile                                   | Domicile                                   | Extérieur                                  | Extérieur                                  |
| Chicago             | 121-116                                    | 106-97                                     | Golden State                               | 114-93                                     | 120-98                                     | 116-122                                    |                                            |
| Cleveland           | 119-113                                    | 134-118 (OT)                               | L.A. Clippers                              | 107-112                                    | 109-101                                    | 103-113                                    |                                            |
| Detroit             | 109-92                                     | 105-110 (OT)                               | L.A. Lakers                                | 111-94                                     |                                            | 114-104                                    | 110-123                                    |
| Indiana             | 111-122                                    | 125-117                                    |                                            |                                            |                                            |                                            |                                            |
| Milwaukee           | 125-124                                    | 128-127 (OT)                               | Sacramento                                 | 122-114                                    |                                            | 103-106                                    | 116-100                                    |
|                     | 4–1                                        | 4–1                                        |                                            | 5–1                                        | 5–1                                        | 2–4                                        | 2–4                                        |
| Division            | 8–2                                        | 8–2                                        | Division                                   | 7–5                                        | 7–5                                        | 7–5                                        | 7–5                                        |
| Division Sud-Est    | Division Sud-Est                           | Division Sud-Est                           | Division Sud-Ouest                         | Division Sud-Ouest                         | Division Sud-Ouest                         | Division Sud-Ouest                         | Division Sud-Ouest                         |
| Équipe              | Domicile                                   | Extérieur                                  | Équipe                                     | Domicile                                   | Domicile                                   | Extérieur                                  | Extérieur                                  |
| Atlanta             | 117-110                                    | 103-135                                    | Dallas                                     | 106-102                                    |                                            | 111-105                                    | 109-108                                    |
| Charlotte           | 121-124                                    | 101-97 (OT)                                | Houston                                    | 126-120                                    |                                            | 109-103                                    | 133-130                                    |
| Miami               | 106-86                                     | 110-100                                    | Memphis                                    | 122-99                                     |                                            | 104-108                                    | 128-97                                     |
| Orlando             | 109-90                                     | 111-112                                    | New Orleans                                | 111-86                                     |                                            | 101-123                                    | 132-114                                    |
| Washington          | 134-106                                    | 107-128                                    | San Antonio                                | 85-111                                     |                                            | 140-103                                    | 123-121                                    |
|                     | 4–1                                        | 2–3                                        |                                            | 4–1                                        | 4–1                                        | 8–2                                        | 8–2                                        |
| Division            | 6–4                                        | 6–4                                        | Division                                   | 12–3                                       | 12–3                                       | 12–3                                       | 12–3                                       |
| Conférence          | 21–9 (Domicile : 12–3; Extérieur : 9–6)    | 21–9 (Domicile : 12–3; Extérieur : 9–6)    | Conférence                                 | 30–12 (Domicile : 15–6; Extérieur : 15–6)  | 30–12 (Domicile : 15–6; Extérieur : 15–6)  | 30–12 (Domicile : 15–6; Extérieur : 15–6)  | 30–12 (Domicile : 15–6; Extérieur : 15–6)  |
| Total               | 51–21 (Domicile : 27–9; Extérieur : 24–12) | 51–21 (Domicile : 27–9; Extérieur : 24–12) | 51–21 (Domicile : 27–9; Extérieur : 24–12) | 51–21 (Domicile : 27–9; Extérieur : 24–12) | 51–21 (Domicile : 27–9; Extérieur : 24–12) | 51–21 (Domicile : 27–9; Extérieur : 24–12) | 51–21 (Domicile : 27–9; Extérieur : 24–12) |

## Classements
| Conférence Ouest | Conférence Ouest                    | Conférence Ouest | Conférence Ouest | Conférence Ouest | Conférence Ouest | Conférence Ouest | Conférence Ouest |
| No               | Franchise                           | Vic.             | Def.             | MJ               | V/D              | GB               |                  |
| ---------------- | ----------------------------------- | ---------------- | ---------------- | ---------------- | ---------------- | ---------------- | ---------------- |
| 1                | z - Jazz de l'Utah*                 | 52               | 20               | 72               | .722             | –                |                  |
| 2                | y - Suns de Phoenix*                | 51               | 21               | 72               | .708             | 1                |                  |
| 3                | x - Nuggets de Denver               | 47               | 25               | 72               | .653             | 5                |                  |
| 4                | x - Clippers de Los Angeles         | 47               | 25               | 72               | .653             | 5                |                  |
| 5                | y - Mavericks de Dallas*            | 42               | 30               | 72               | .583             | 10               |                  |
| 6                | x - Trail Blazers de Portland       | 42               | 30               | 72               | .583             | 10               |                  |
|                  |                                     |                  |                  |                  |                  |                  |                  |
| 7                | x - Lakers de Los Angeles           | 42               | 30               | 72               | .583             | 10               |                  |
| 8                | x - Grizzlies de Memphis            | 38               | 34               | 72               | .528             | 14               |                  |
| 9                | o - Warriors de Golden State        | 39               | 33               | 72               | .542             | 13               |                  |
| 10               | o - Spurs de San Antonio            | 33               | 39               | 72               | .458             | 19               |                  |
|                  |                                     |                  |                  |                  |                  |                  |                  |
| 11               | o - Pelicans de La Nouvelle-Orléans | 31               | 41               | 72               | .431             | 21               |                  |
| 12               | o - Kings de Sacramento             | 31               | 41               | 72               | .431             | 21               |                  |
| 13               | o - Timberwolves du Minnesota       | 23               | 49               | 72               | .319             | 29               |                  |
| 14               | o - Thunder d'Oklahoma City         | 22               | 50               | 72               | .306             | 30               |                  |
| 15               | o - Rockets de Houston              | 17               | 55               | 72               | .236             | 35               |                  |

| Division Pacifique           | V  | D  | MJ | V/D  | GB | Dom   | Ext   | Div |
| ---------------------------- | -- | -- | -- | ---- | -- | ----- | ----- | --- |
| y - Suns de Phoenix          | 51 | 21 | 72 | .708 | –  | 27–9  | 24–12 | 7–5 |
| x - Clippers de Los Angeles  | 47 | 25 | 72 | .653 | 4  | 26–10 | 21–15 | 9–3 |
| x - Lakers de Los Angeles    | 42 | 30 | 72 | .577 | 9  | 21–15 | 21–15 | 4–8 |
| o - Warriors de Golden State | 39 | 33 | 72 | .542 | 12 | 25–11 | 14–22 | 5–7 |
| o - Kings de Sacramento      | 31 | 41 | 72 | .431 | 20 | 16–20 | 15–21 | 5–7 |

## Effectif

### Effectif actuel
| Suns de Phoenix Effectif en fin de saison régulière            |    |                        |                            |                |
| Entraîneur : Monty Williams                                    |    |                        |                            |                |
| Arrière                                                        | 0  | Drapeau des États-Unis | Ty-Shon Alexander (R) (TW) | Creighton      |
| Pivot                                                          | 22 | Drapeau des Bahamas    | Deandre Ayton              | Arizona        |
| Arrière                                                        | 1  | Drapeau des États-Unis | Devin Booker (C)           | Kentucky       |
| Ailier                                                         | 25 | Drapeau des États-Unis | Mikal Bridges              | Villanova      |
| Meneur                                                         | 4  | Drapeau des États-Unis | Jevon Carter               | West Virginia  |
| Ailier                                                         | 12 | Drapeau des États-Unis | Torrey Craig               | USC            |
| Ailier / Ailier fort                                           | 99 | Drapeau des États-Unis | Jae Crowder                | Marquette      |
| Meneur / Arrière                                               | 2  | Drapeau des États-Unis | Langston Galloway          | Saint-Joseph   |
| Ailier fort                                                    | 23 | Drapeau des États-Unis | Cameron Johnson            | North Carolina |
| Pivot                                                          | 41 | /                      | Frank Kaminsky             | Wisconsin      |
| Meneur / Arrière                                               | 55 | Drapeau des États-Unis | E'Twaun Moore              | Purdue         |
| Ailier                                                         | 11 | /                      | Abdel Nader                | Iowa State     |
| Meneur                                                         | 3  | Drapeau des États-Unis | Chris Paul                 | Wake Forest    |
| Meneur                                                         | 15 | Drapeau des États-Unis | Cameron Payne              | Murray State   |
| Ailier fort                                                    | 20 | Drapeau de la Croatie  | Dario Šarić                | Anadolu Efes   |
| Ailier fort / Pivot                                            | 10 | Drapeau des États-Unis | Jalen Smith (R)            | Maryland       |
| (C) - Capitaine, (R) - Rookie, (TW) - Two-way contract, Blessé |    |                        |                            |                |

## Récompenses durant la saison
| Date                    | Joueur         | Récompense                                     |
| ----------------------- | -------------- | ---------------------------------------------- |
| 8 février - 14 février  | Devin Booker   | Joueur de la semaine dans la Conférence Ouest. |
| 23 février              | Chris Paul     | ☆ All-Star 2021 ☆                              |
| 24 février              | Devin Booker   | ☆ All-Star 2021 ☆                              |
| 22 février - 28 février | Devin Booker   | Joueur de la semaine dans la Conférence Ouest. |
| Février                 | Devin Booker   | Joueur du mois dans la Conférence Ouest.       |
| Mars                    | Monty Williams | Entraîneur du mois dans la Conférence Ouest.   |
| 26 avril - 2 mai        | Devin Booker   | Joueur de la semaine dans la Conférence Ouest. |
| 15 juin                 | Chris Paul     | All-NBA Second Team                            |
| 20 juin                 | James Jones    | NBA Executive of the Year                      |

## Transactions

### Joueurs qui re-signent
| Date       | Joueur       | Contrat                            |
| ---------- | ------------ | ---------------------------------- |
| 23/11/2020 | Jevon Carter | Contrat de 11 500 000 $ sur 3 ans. |
| 28/11/2020 | Dario Šarić  | Contrat de 27 000 000 $ sur 3 ans. |

### Options dans les contrats
| Date       | Joueur          | Option                                                                       |
| ---------- | --------------- | ---------------------------------------------------------------------------- |
| 18/11/2020 | Cameron Payne   | Phoenix exerce son option d'équipe de 1 977 011 $ pour la saison 2020-2021.  |
| 19/11/2020 | Cheick Diallo   | Phoenix décline son option d'équipe de 1 824 003 $ pour la saison 2020-2021. |
| 19/11/2020 | Frank Kaminsky  | Phoenix décline son option d'équipe de 5 005 350 $ pour la saison 2020-2021. |
| 20/12/2020 | DeAndre Ayton   | Phoenix active son option d'équipe de 12 632 950 $ pour la saison 2021-2022. |
| 20/12/2020 | Mikal Bridges   | Phoenix active son option d'équipe de 5 557 725 $ pour la saison 2021-2022.  |
| 20/12/2020 | Cameron Johnson | Phoenix active son option d'équipe de 4 437 000 $ pour la saison 2021-2022.  |

### Échanges
| Novembre                                | Novembre                                              | Novembre | Novembre |
| --------------------------------------- | ----------------------------------------------------- | --- | -------- |
| 16 novembre                             | Vers les Suns de Phoenix - Chris Paul - Abdel Nader   | Vers le Thunder d'Oklahoma City - Ty Jerome - Jalen Lecque - Kelly Oubre - Ricky Rubio - Premier tour de draft 2022 (protégé) | [ 28 ]   |
| Mars                                    |                                                       | |          |
| 17 mars                                 |                                                       | |          |
| Vers les Suns de Phoenix - Torrey Craig | Vers les Bucks de Milwaukee - Compensation financière | [ 29 ] |          |

### Arrivées

#### Draft
| Date       | Joueur            | Provenance                   |
| ---------- | ----------------- | ---------------------------- |
| 24/11/2020 | Jalen Smith (#10) | Terrapins du Maryland (NCAA) |

#### Agents libres
|  | Joueur ayant signé un contrat non-garanti, pour intégrer les camps d'entraînement de l'équipe. |

| Date       | Joueur            | Provenance                                | Contrat                                                 |
| ---------- | ----------------- | ----------------------------------------- | ------------------------------------------------------- |
| 28/11/2020 | Jae Crowder       | Heat de Miami                             | Contrat de 29 162 700 $ sur 3 ans.                      |
| 28/11/2020 | Langston Galloway | Pistons de Détroit                        | Contrat de 2 028 594 $ sur 1 an.                        |
| 28/11/2020 | Damian Jones      | Hawks d'Atlanta                           | Contrat partiellement garanti de 3 714 156 $ sur 2 ans. |
| 28/11/2020 | E'Twaun Moore     | Pelicans de La Nouvelle-Orléans           | Contrat de 2 331 593 $ sur 1 an.                        |
| 29/11/2020 | Johnathan Motley  | Clippers de Los Angeles                   | Contrat non-garanti de 1 678 854 $ sur 1 an.            |
| 22/12/2020 | Frank Kaminsky    | Kings de Sacramento (Claimed off waivers) | Contrat non-garanti de 1 882 867 $ sur 1 an.            |

#### Two-way contracts
| Date       | Joueur            | Provenance                   |
| ---------- | ----------------- | ---------------------------- |
| 23/11/2020 | Ty-Shon Alexander | Bluejays de Creighton (NCAA) |

### Départs

#### Agents libres
| Date       | Joueur         | Nouvelle équipe ¹                  |
| ---------- | -------------- | ---------------------------------- |
| 24/11/2020 | Aron Baynes    | Raptors de Toronto                 |
| 30/11/2020 | Frank Kaminsky | Kings de Sacramento                |
| 16/12/2020 | Élie Okobo     | Nets de Brooklyn                   |
| 27/01/2021 | Tariq Owens    | Nets de Long Island (NBA G-League) |

#### Joueurs coupés
|  | Joueurs non conservés après les camps d'entraînements de l'équipe. |

| Date       | Joueur           |
| ---------- | ---------------- |
| 23/11/2020 | Élie Okobo       |
| 19/12/2020 | Johnathan Motley |
| 23/02/2021 | Damian Jones     |